# Association européenne pour l'innovation dans le développement local
L'Association européenne pour l'innovation dans le développement local (AEIDL) est une association européenne fondée en 1988 et dénommée jusqu'en 2022 Association européenne pour l'information sur le développement local.

## Histoire et objectifs
Fondée en 1988 et basée à Bruxelles, l'AEIDL comptait, en 2020, 31 membres issus de 12 pays de l'Union européenne et intervenant à divers titres dans le domaine du développement local. L'association, qui emploie bon an mal an une vingtaine de salariés et de nombreux experts extérieurs, fournit une assistance technique à la réalisation de projets de développement local, le plus souvent dans le cadre de contrats passés avec les pouvoirs publics, principalement au niveau européen. L'AEIDL est un organisme à but non lucratif qui fonctionne comme une entreprise sociale et consacre ses excédents commerciaux à la poursuite de ses objectifs et activités, notamment[réf. souhaitée] :
- Promouvoir l'Europe sociale dans un esprit d'intégration et d'inclusion ;
- Faciliter la coopération transnationale au moyen d'échanges, de contacts et de partenariats entre individus et organisations ;
- Créer, animer et développer des réseaux transnationaux de personnes physiques et morales impliquées dans le développement économique, social et culturel ;
- Mener à bien des activités d'information, d'étude, de recherche, d'assistance technique, d'édition et de communication liés aux objectifs mentionnés plus haut.

## Activités
Initialement chargée de coordonner le Réseau européen des initiatives locales pour l'emploi (ELISE), l'AEIDL a pendant près de 10 ans (1992-2001) animé le principal programme de développement rural de l'Union européenne, LEADER.
Comme exemples de ses activités, on peut citer :
- La communication du programme LIFE ;
- Le point de contact du Réseau européen d'évaluation du développement rural, dans le cadre du consortium RurEval ;
- L'animation du réseau européen des zones de pêche (FARNET), dans le cadre du consortium Devnet[3] ;
- La coordination du projet European Migrant Entrepreneurship Network (EMEN) qui gère trois communautés de pratique dans le domaine de l'entrepreneuriat des immigrés[4] ;
- La coordination du projet Buying for Social Impact (BSI) qui a organisé une série de 15 conférences sur les marchés publics socialement responsables.

De 2002 à juillet 2019, l'AEIDL fournissait l'assistance technique pour la transnationalité dans le cadre du Fonds social européen et de l'initiative communautaire EQUAL.
Les 19 et 20 février 2014, elle célèbre son 25e anniversaire en organisant l'événement Réinventer l'Europe par l'initiative locale, qui comportait notamment une conférence au Parlement européen et une publication résumant 25 « initiatives locales prometteuses ». Elle lance en 2016 une initiative visant à promouvoir les initiatives citoyennes en faveur des réfugiés.
Elle est membre fondateur d'ECOLISE, le réseau européen des initiatives citoyennes sur le changement climatique et le développement durable. Elle est également active dans le domaine de l'innovation sociale et a coordonné jusqu'en novembre 2018 le projet Social Innovation Community (SIC)[réf. souhaitée].